# خبز محشو
الخبز المحشو أو محشي الخبز أو خبز محشي (بالتركية: Ekmek dolması أو Fodula veya) و(بالكردية: nân-ı harcî) (بالإنجليزية: Bread bowl)، هو نوع من أكلات الخبز المحشو في المطبخ العثماني. والذي يُعد من الأطباق الشهية في منطقة إيجه، على عكس أنواع الخبز الأخرى من الخبز المحشو مثل (خبز الدولمالك)، يتم تحضيره من عجينة أكثر ليونة، لجعل العجينة طرية يضاف إليها الشربات والتي هي عبارة عن عصائر فاكهة.
يتم تقديم الخبز المحشو في مطبخ إزمير ومانيسا. يصنع في مطابخ أوديميش وتاير ازمير [التركية] وتورغوتلو وبيداغ [التركية] وبوزدوغان، أيدين [التركية] وسفيريهيسار [التركية].

## أصناف من المطبخ العثماني
الفودلة (الفدلة) (بالتركية: الفودولا - (Fodula (fodla)، هي خبز محشو مصنوع من الخبز المشابه لخبز رمضان. وقد ورد اسمه في رحلة أوليا جلبي. وفي دفاتر محاسبة مطابخ القصر في فترة الفاتح، ورد اسمه بـ nân-ı harcî أو fodula.

## معرض الصور

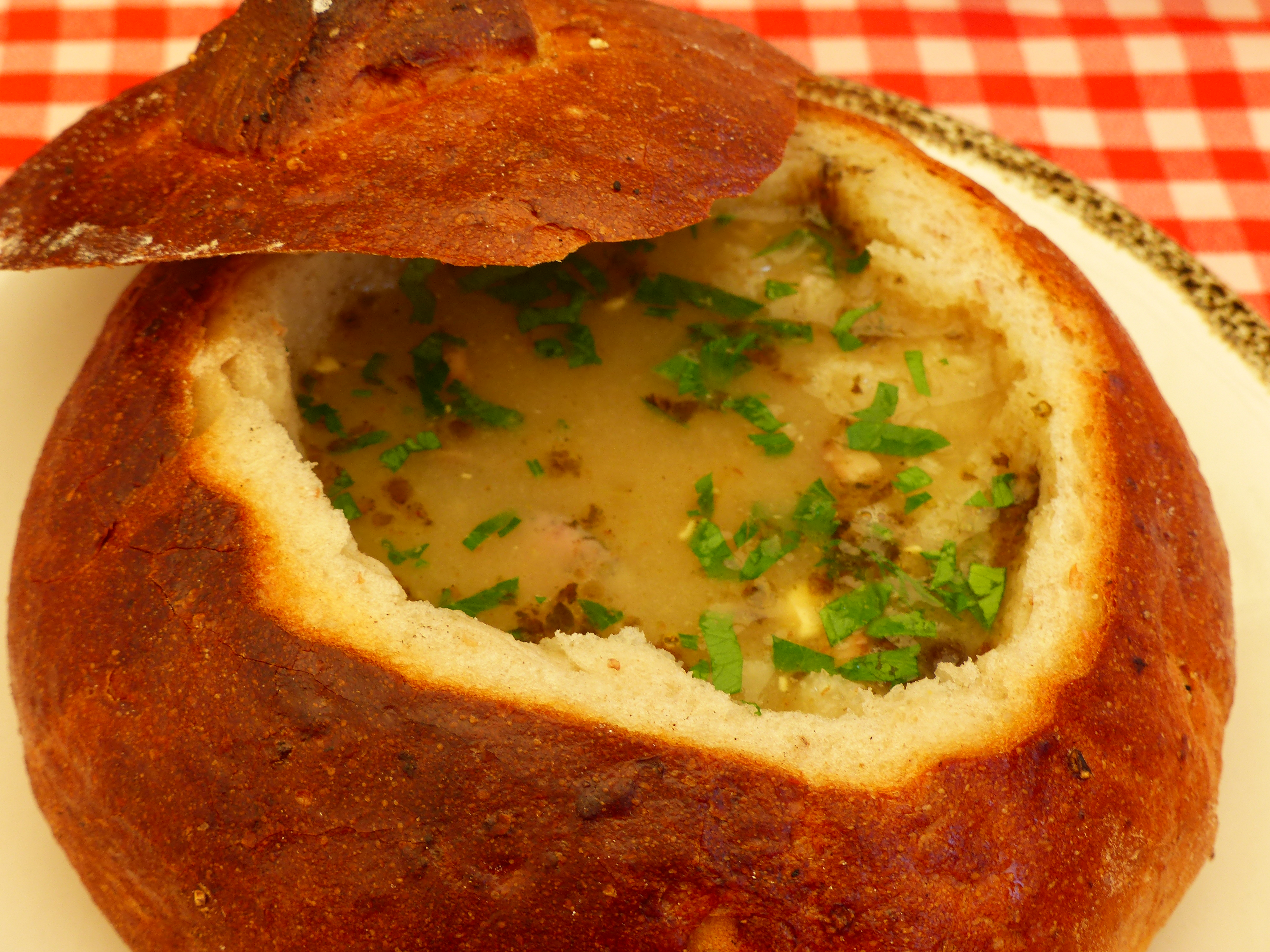
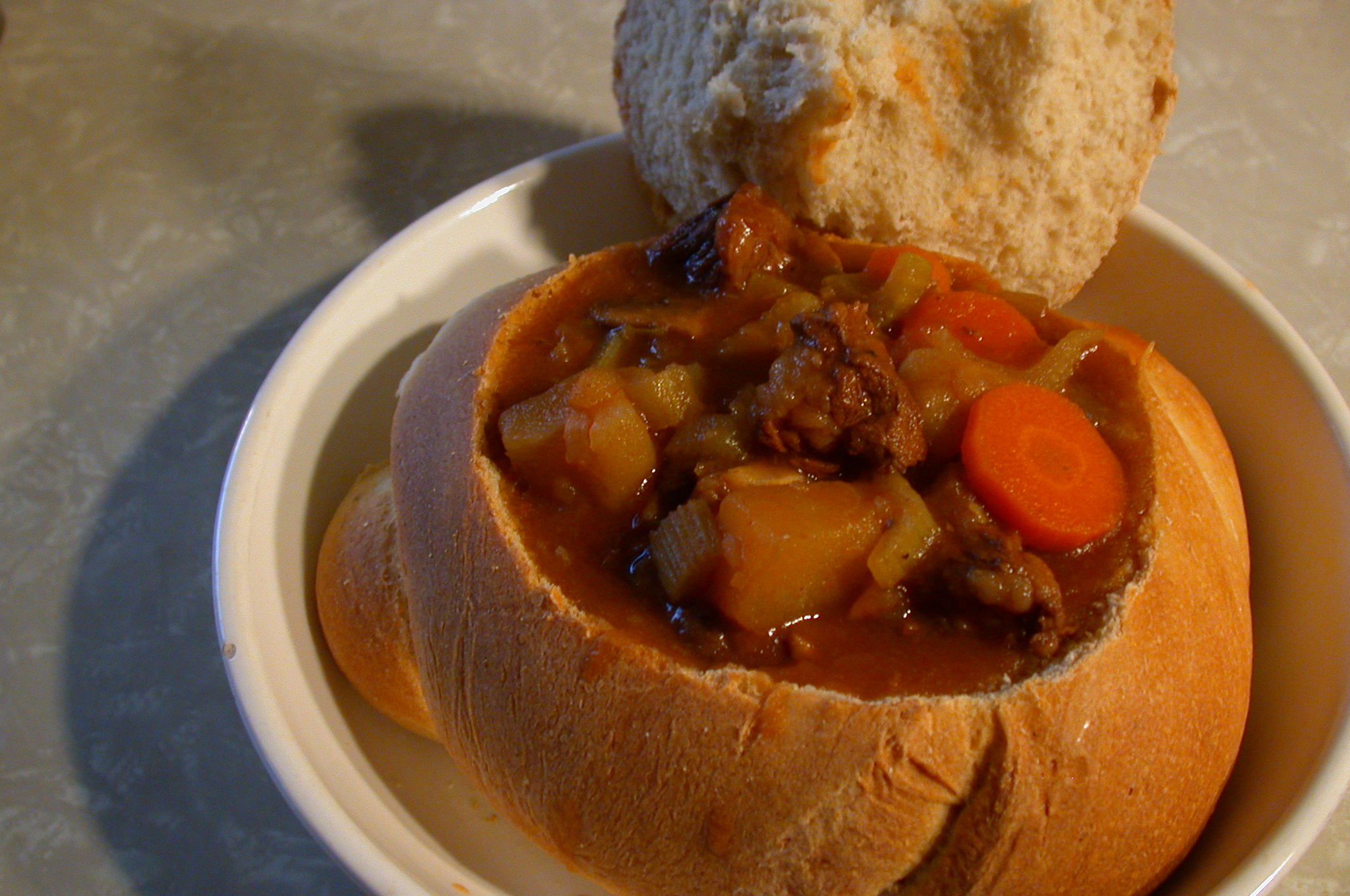
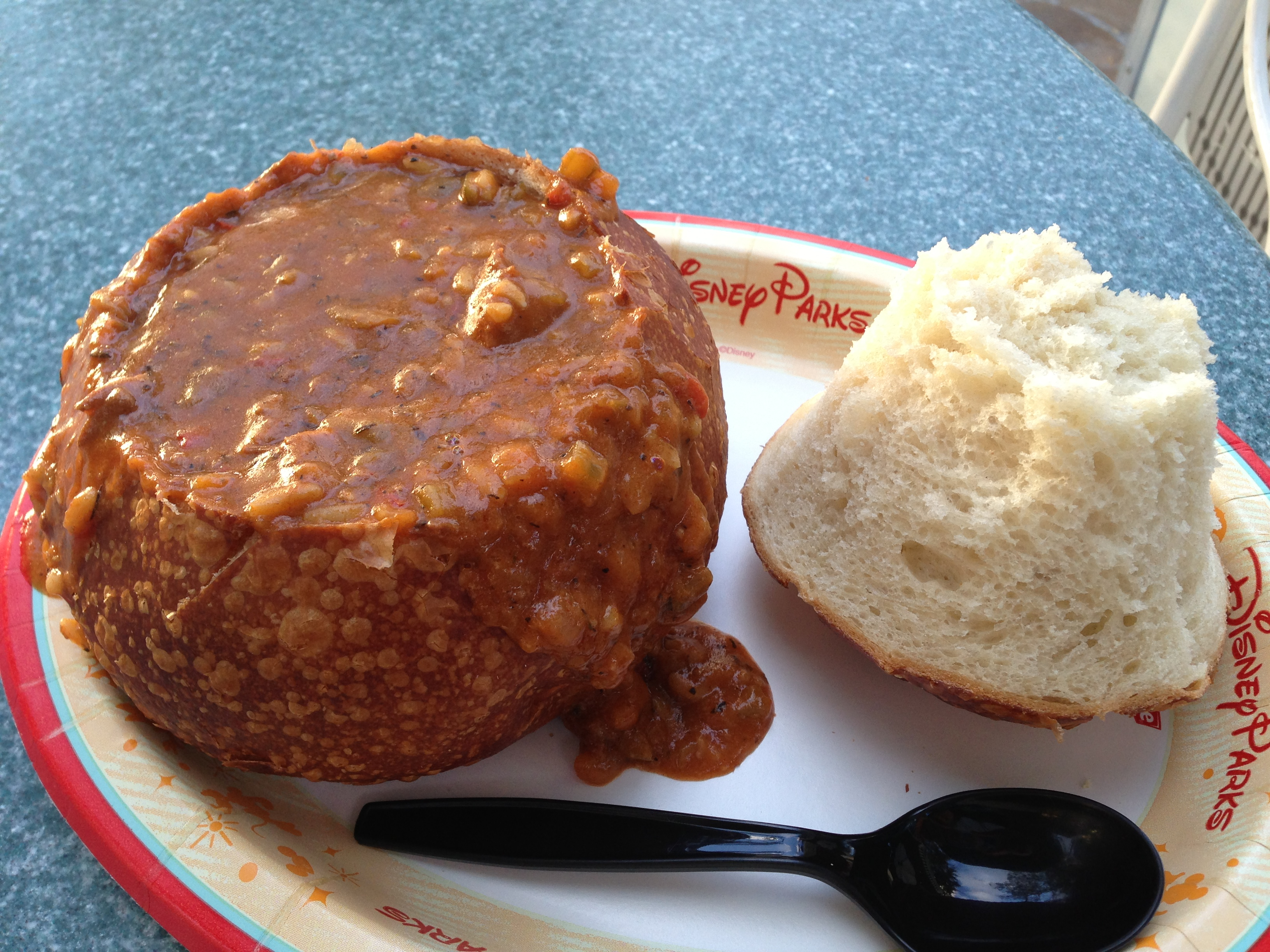
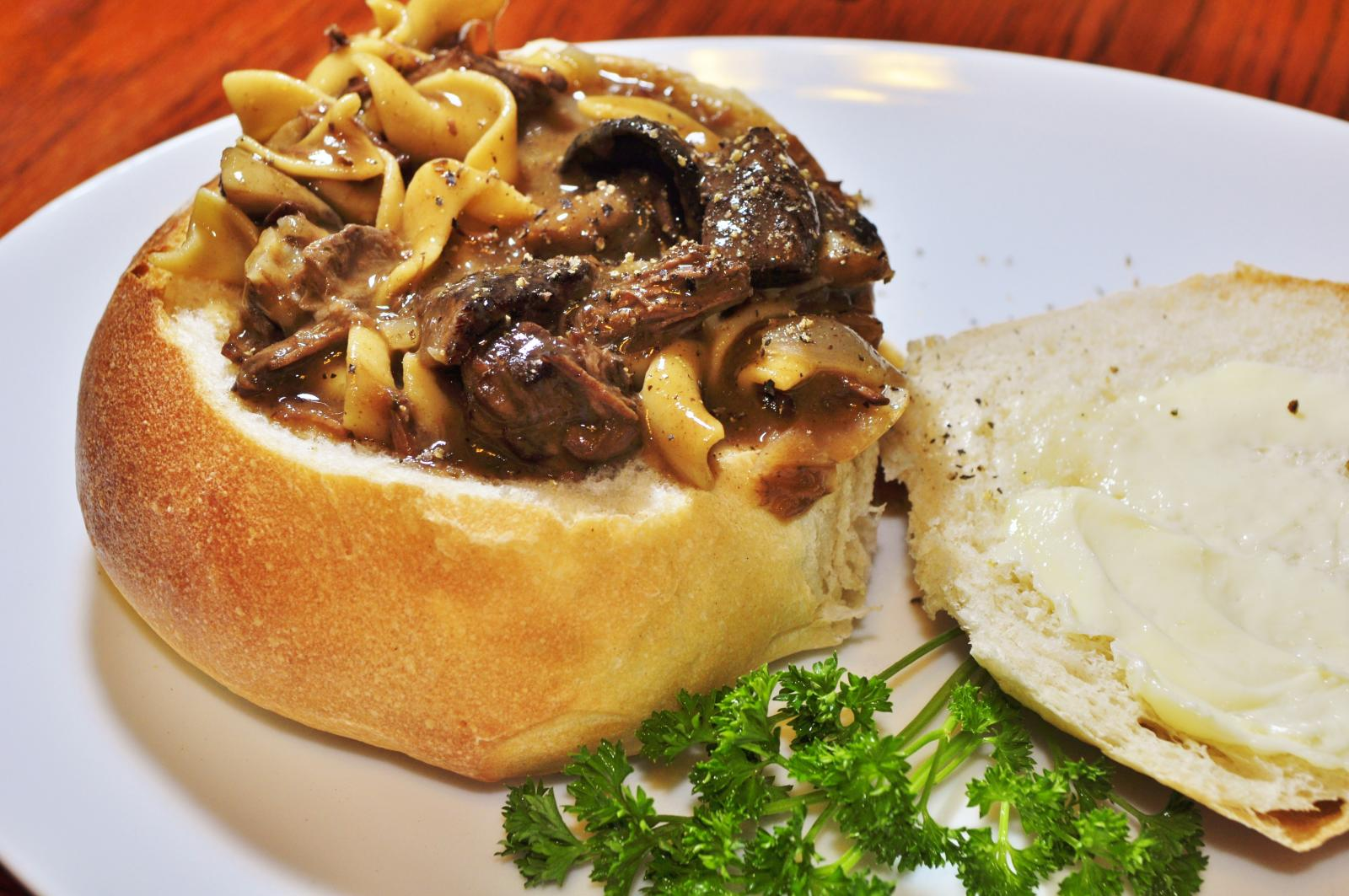
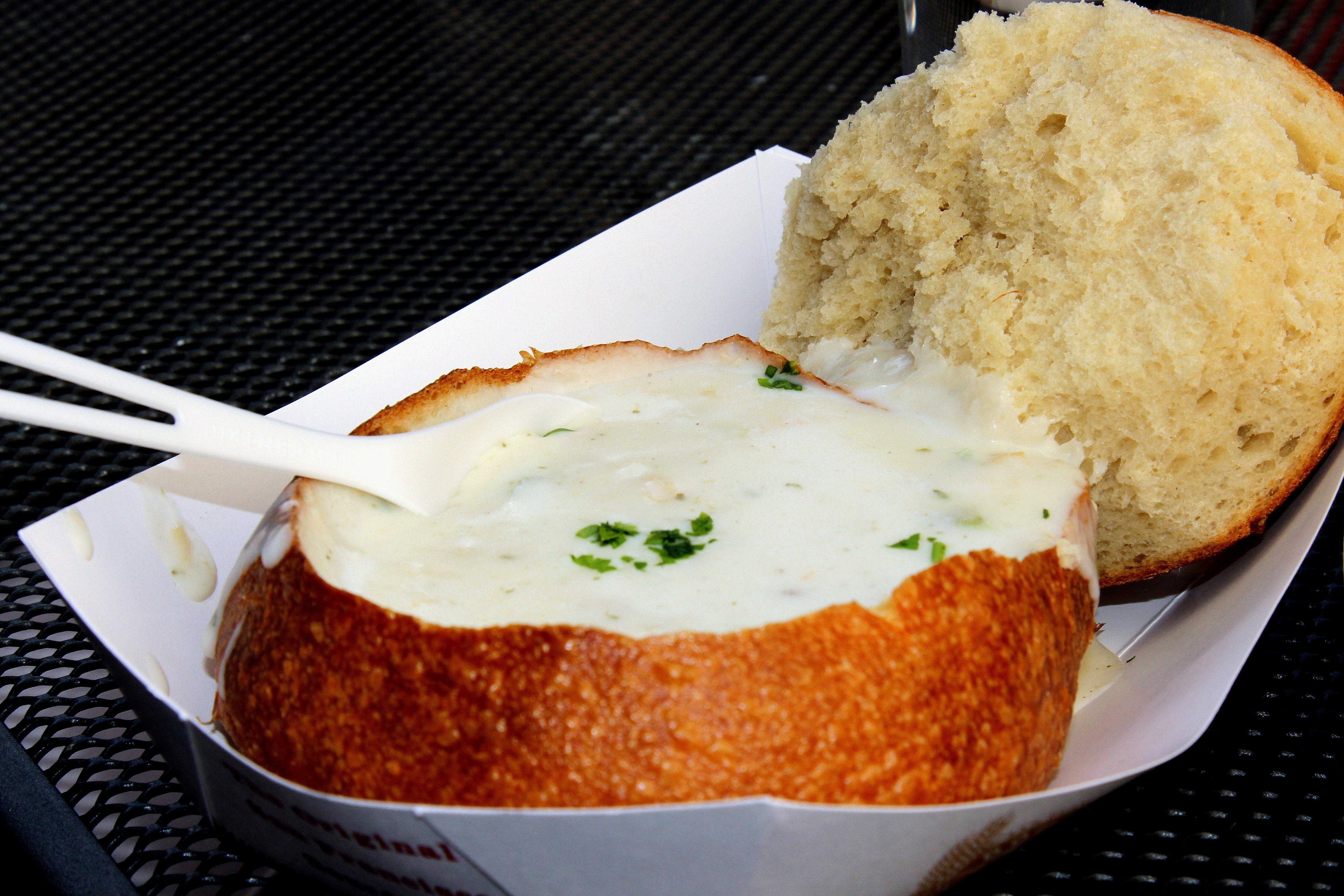
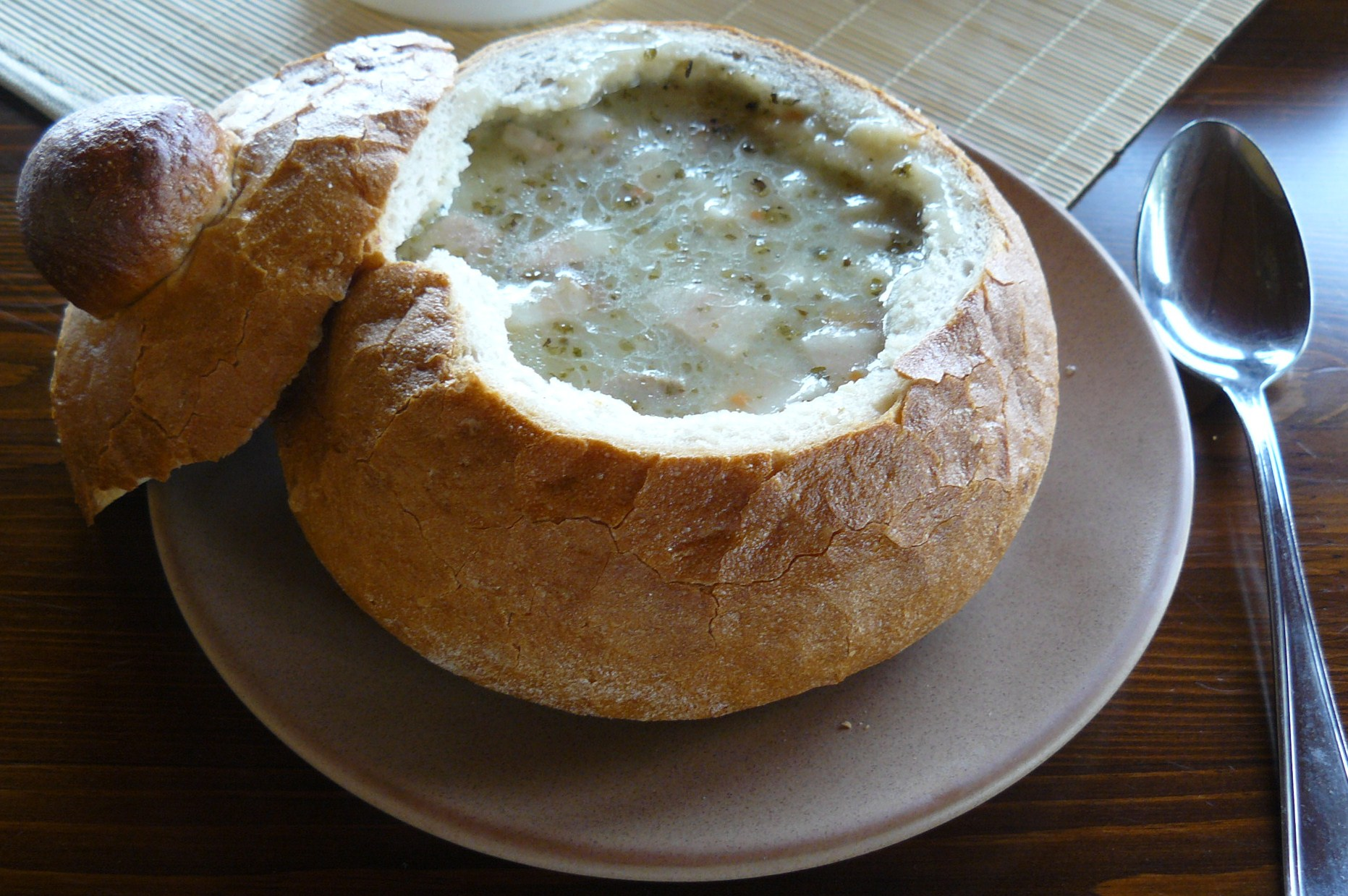
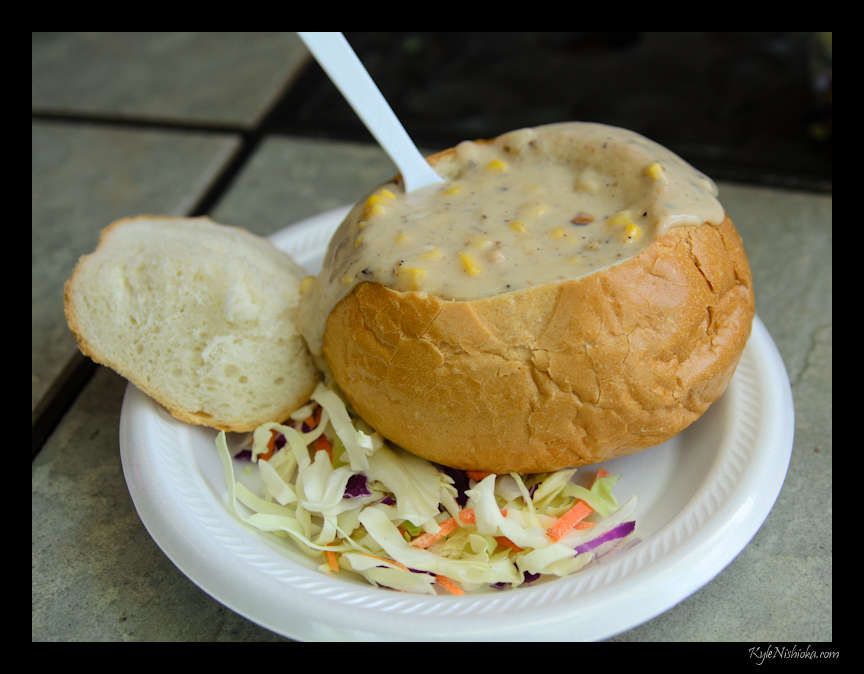
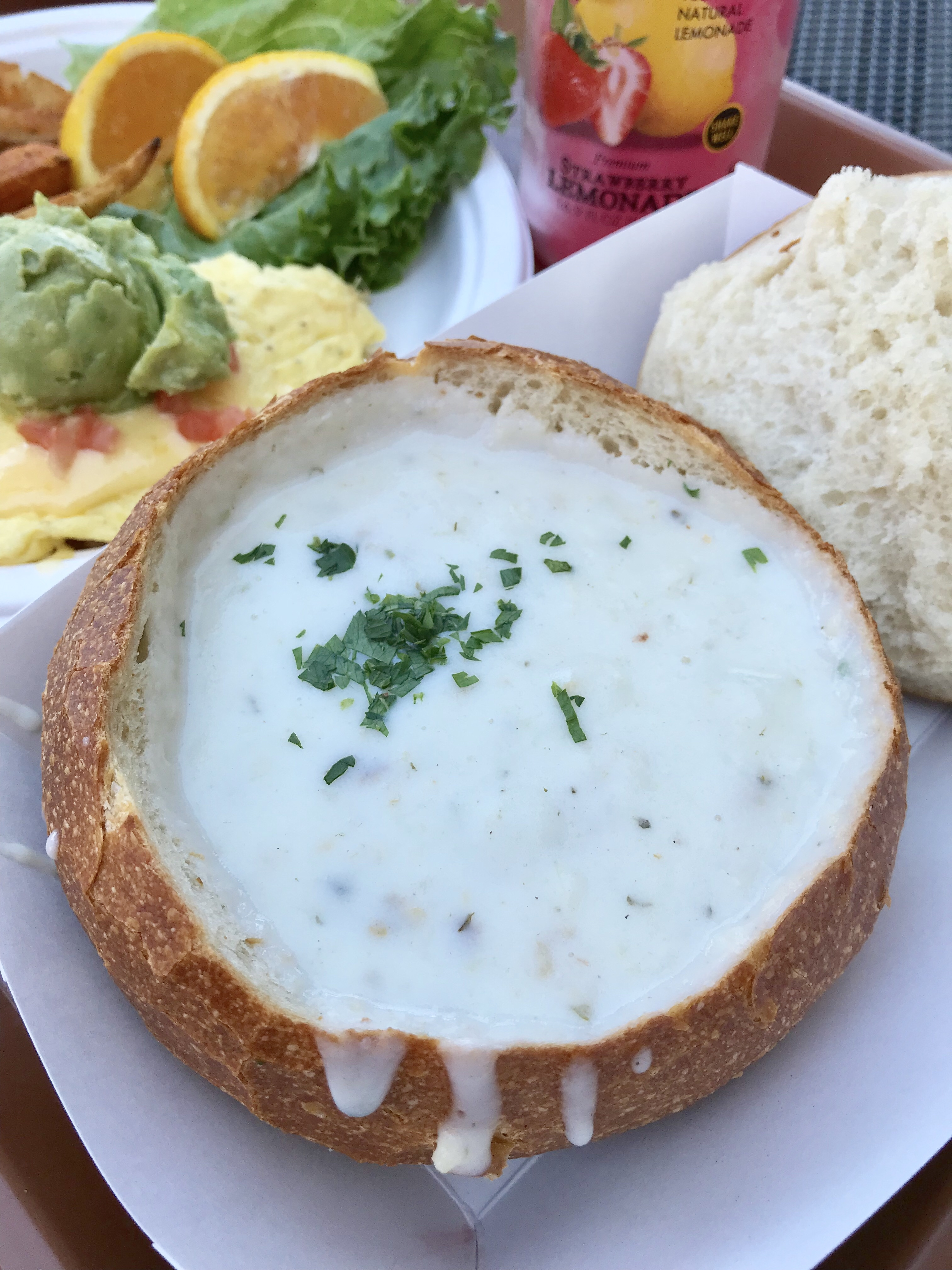
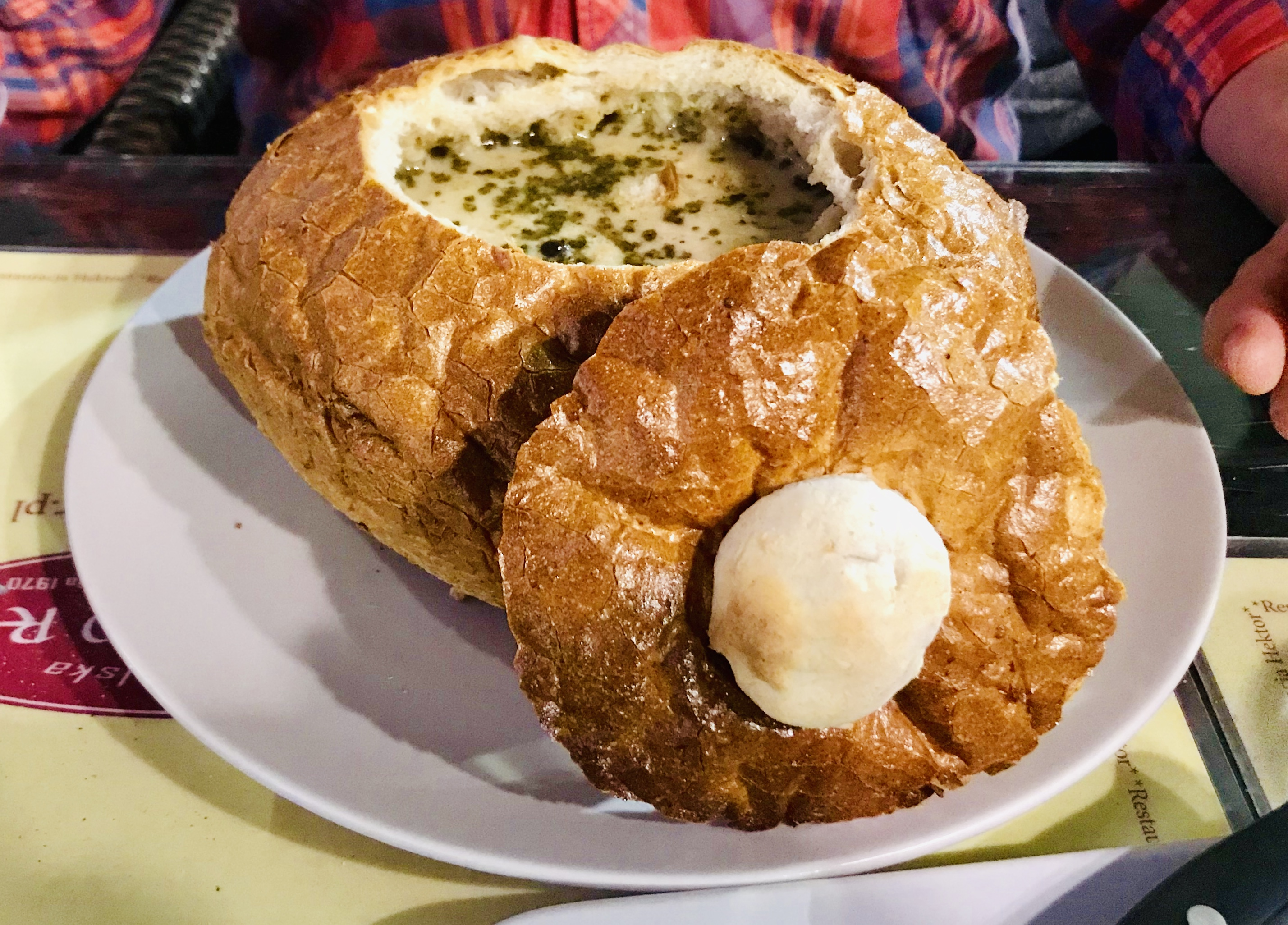